# Luminol
A luminol fehér vagy halványsárga por. Vízben oldhatatlan, a legtöbb poláris oldószerben oldódik.
Megfelelő oxidálószer (pl. hidrogén-peroxid), lúg és katalizátor hatására ragyogó kék fényt bocsát ki (kemolumineszcencia). A (szerves vagy szervetlen) vas- és rézvegyületek és a cianidok még igen kis mennyiségben is katalizálják a fénykibocsátó kémiai reakciót. Ezt a tulajdonságát a biológusok használják is az említett vegyületek sejtekből történő kimutatására.

## Alkalmazás rendőrségi helyszínelés során
A vérben (a vörös vértestbeli hemoglobinban) található vas, amely ugyancsak katalizálja a kemolumneszcens reakciót.
A luminolt egyenletesen szétterítik (spray-vel) a helyszínen. A nyomokban hozzáadott aktiváló oxidáns még igen kis mennyiségű, akár tisztítás után ottmaradt vér jelenlétében is kiváltja a kemolumineszcenciát, mely kb. fél percig látható a lesötétített helyszínen. A fényerősség nincs összefüggésben a vér mennyiségével, csak annak jelenlétét mutatja. A reakció hosszú expozíciós idejű fényképpel dokumentálható.
Hátrányai:
- A kemolumineszcenciát sokféle anyag kiváltja, pl. a réz vagy réz ötvözet, bizonyos fehérítőszerek vagy a torma, elrejtve a tényleges bizonyítékot.
- A luminol kimutatja a vizeletben található igen kis mennyiségű vért is, ami félrevezető lehet, ha háziállatok jártak a helyszínen.
- Székletre is úgy reagál, mintha az vér lenne.
- A luminol jelenléte meggátolhatja más teszt alkalmazását a helyszínen. Nem akadályozza meg viszont DNS kinyerését a talált mintából.

## Előállítás
3-Nitroftálsavat hidrazinnal hevítenek valamilyen magas forráspontú oldószerben (pl. trietilén-glikolban). Kondenzációs reakció megy végbe melynek során 5-nitro-ftálhidrazid keletkezik, melyet (pl. Na2S2O4-gyel) redukálva luminolt kapunk.
A luminolt először Németországban állították elő 1902-ben, de a vegyületet az 1920-as évek végéig nem nevezték luminolnak.

## Kemolumineszcencia

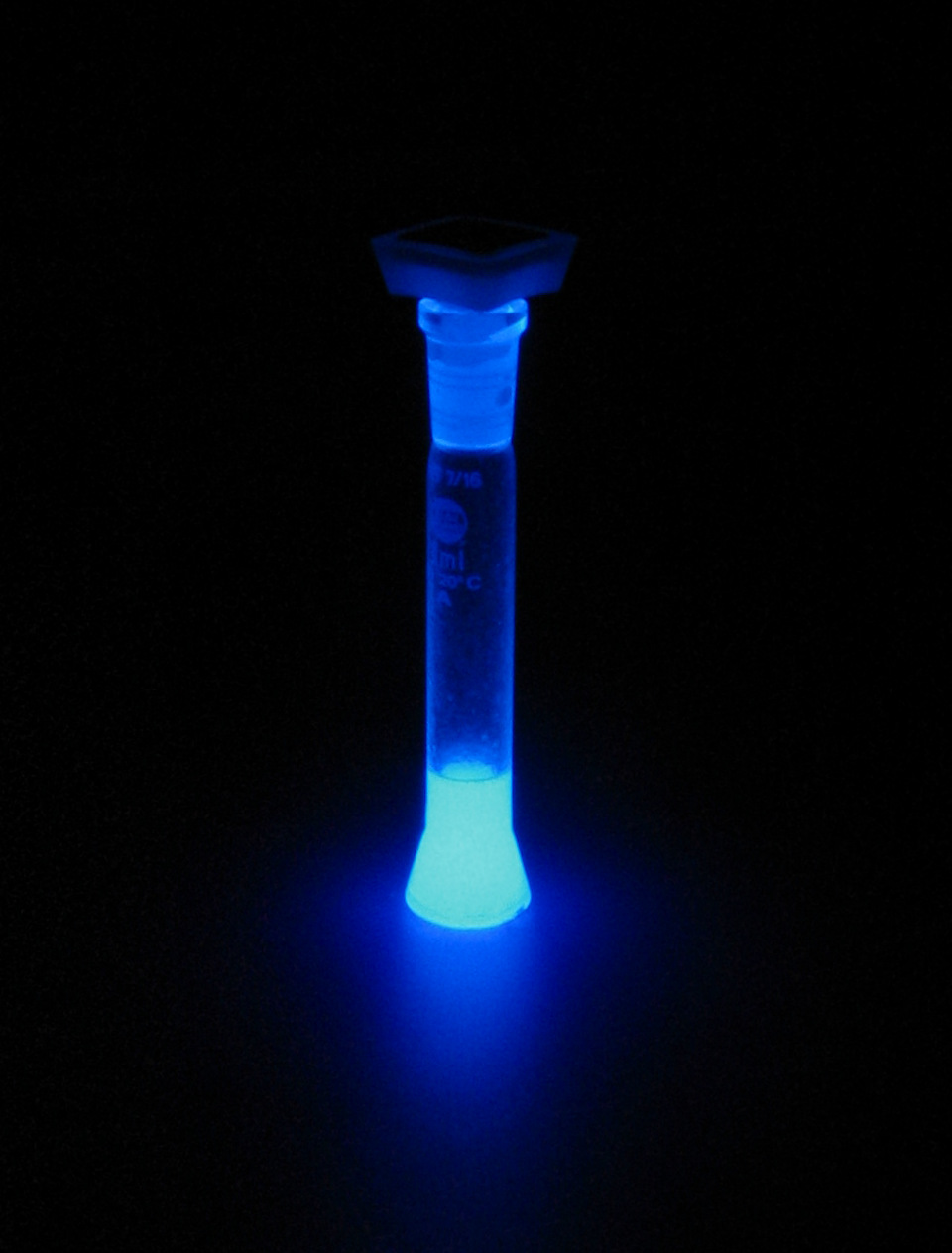
A luminol kemolumineszcenciája

A lumineszcencia kiváltásához a luminolt először oxidánssal kell aktiválni. Általában a hidrogén-peroxid és egy lúg vizes oldatát használják. Katalizátor (pl. vasvegyület) jelenlétében a hidrogén-peroxid vízre és oxigénre bomlik:
2 H2O2 → O2 + 2 H2O
Laboratóriumban gyakran nátrium-ferrocianidot használnak, míg a rendőrségi helyszíneléskor a vas a vér vörösvértestjeiben található hemoglobinból származik. Enzimek is képesek katalizálni a folyamatot.
Amikor a luminol a lúggal reagál, dianion keletkezik. A hidrogén-peroxidból származó oxigén ezután reagál a luminol-dianionnal. A keletkező szerves peroxid rendkívül instabil, és a nitrogén leadásával nyomban bomlik 3-amino-ftálsavra, melyben egy elektron gerjesztett állapoban van. Az gerjesztett állapot foton leadásával kerül alapállapotba, és ez adja a kék fényt.

## Fordítás
Ez a szócikk részben vagy egészben  a   Luminol című angol Wikipédia-szócikk fordításán alapul.  Az eredeti cikk szerkesztőit annak laptörténete sorolja fel. Ez a jelzés csupán a megfogalmazás eredetét és a szerzői jogokat jelzi, nem szolgál a cikkben szereplő információk forrásmegjelöléseként.

## Külső hivatkozások
- Luminol oxidációja hidrogén-peroxid oldattal (Weblaboratórium)
- Videó (kemoluminszcenciás kísérlet luminollal)
- HowStuffWorks "How Luminol Works"
- Luminol demonstráció Turinban